# Карпукас, Артём Михайлович
Артём Миха́йлович Карпука́с (род. 13 июня 2002, Бийск, Алтайский край) — российский футболист, полузащитник московского «Локомотива» и сборной России.

## Биография
Родился в Бийске в 2002 году, сын футболиста Михаила Юрьевича Карпукаса (р. 1969), выступавшего в 1990-92 годах за бийский «Прогресс». Начинал заниматься футболом у тренера Сергея Коновалова, затем перешёл в систему СШОР «Алтай», в футбольной школе Алексея Смертина занимался у Олега Киушкина. Лучший игрок межрегионального финала международного детского фестиваля «Локобол-2013-РЖД». 

## Клубная карьера
В 2013 году перешёл в Академию футбола московского «Локомотива». В первой половине сезона 2021/22 провёл 8 матчей в ФНЛ-2 за «Локомотив-Казанку». В феврале 2022 года продлил контракт с клубом до мая 2025 года. 17 апреля 2022 года дебютировал в чемпионате России, отыграв полный гостевой матч против «Сочи» (2:2). 15 октября 2022 года забил свой первый мяч за «Локомотив» в матче 13-го тура чемпионата России против московского «Торпедо» (1:0).
9 июня 2023 года стал обладателем приза «Стальной рельс» как лучший игрок «Локомотива» сезона 2022/23.

## Карьера в сборной
Выступал за молодёжную сборную России. Дебютировал за основную сборную 12 сентября 2023 года в неофициальном матче против сборной Катара (1:1).

## Статистика
| Выступление         | Выступление      | Выступление      | Лига | Лига | Кубки | Кубки | Итого | Итого |
| Клуб                | Лига             | Сезон            | Игры | Голы | Игры  | Голы  | Игры  | Голы  |
| ------------------- | ---------------- | ---------------- | ---- | ---- | ----- | ----- | ----- | ----- |
| Локомотив (Москва)  | РПЛ              | 2021/22          | 6    | 0    | 0     | 0     | 6     | 0     |
| Локомотив (Москва)  | РПЛ              | 2022/23          | 27   | 2    | 8     | 0     | 35    | 2     |
| Локомотив (Москва)  | РПЛ              | 2023/24          | 23   | 1    | 7     | 0     | 30    | 1     |
| Локомотив (Москва)  | Итого            | Итого            | 56   | 3    | 15    | 0     | 71    | 3     |
| → Локомотив-Казанка | ФНЛ-2            | 2021/22          | 12   | 0    | —     | —     | 12    | 0     |
| → Локомотив-Казанка | Итого            | Итого            | 12   | 0    | —     | —     | 12    | 0     |
| Всего за карьеру    | Всего за карьеру | Всего за карьеру | 78   | 3    | 15    | 0     | 93    | 3     |

1. ↑  В графу «Кубки» вносится статистика в национальных кубках, кубках лиг и суперкубках.